# Vanilla diabolica
Vanilla diabolica är en orkidéart som beskrevs av P.O'byrne. Vanilla diabolica ingår i släktet Vanilla och familjen orkidéer. Inga underarter finns listade i Catalogue of Life.